# Принцип невтручання в економіку

Країни за рівнем економічної свободи (2014 рік)

Принцип невтручання в економіку або laissez-faire (з фр. «дозвольте робити», МФА: [lɛsefɛʁ] ( прослухати)) — економічна доктрина, згідно з якою державне втручання в економіку має бути мінімальним, зосереджене на захисті людей та їх власності, національній безпеці, та надання обмеженої кількості суспільних благ, таких як дороги. Вперше обґрунтована в роботах економістів фізіократів, та підтримана представниками класичної школи політекономії (зокрема, в праці Адама Сміта «Дослідження про природу і причини багатства народів»). 
Як система мислення, laissez-faire спирається на такі аксіоми: «індивід є основною одиницею в суспільстві, тобто еталоном у суспільному обчисленні; індивід має природне право на свободу; і фізичний порядок природи є гармонійною та саморегульованою системою». Оригінальна фраза була laissez faire, laissez passer, друга частина означає «нехай (речі) пройдуть». Зазвичай його приписують Вінсенту де Гурне. 
Інший основний принцип laissez-faire стверджує, що ринки мають бути природно конкурентними, правило, на якому завжди наголошували перші прихильники laissez-faire. 
Наразі, прибічників доктрини можна знайти серед лібертаріанців.
Основним аргументом прихильників даного принципу є твердження про те, що вільна економіка — така саморегульована система, яка сама знаходить ефективну рівновагу, втручання ж держави спотворює отримувані економічними агентами сигнали і ефективна рівновага виявляється недосяжною. Державі відводять роль «нічного сторожа» — встановлення правил взаємодії економічних агентів на ринку і спостереження за їх виконанням, але ніяк не самостійного суб'єкта ринку.

## Історія виникнення
Вінсент де Гурне, французький фізіократ і інтендант комерції в 1750-х роках, популяризував термін laissez-faire , оскільки він нібито взяв його з творів Франсуа Кене про Китай.  Кене ввів фрази laissez-faire і laissez-passer,  laissez-faire є перекладом китайського терміна wu wei (無為).  Гурне палко підтримував скасування обмежень на торгівлю та дерегуляцію промисловості у Франції. У захваті від анекдоту Кольбера–Ле Жандра  він перетворив його на власну ширшу сентенцію: «Laissez faire et laissez passer» («Дозвольте робити і пропускати»). Його девіз також був ідентифікований як більш довгий "Laissez faire et laissez passer, le monde va de lui même!" («Зроби і промине, світ йде сам собою!»). Хоча Гурне не залишив жодних письмових трактатів про свої ідеї економічної політики, він мав величезний особистий вплив на своїх сучасників, особливо на своїх колег-фізіократів, які віддають перевагу Гурне як гаслу laissez-faire, так і доктрині. 
Один з перших економістів-фізіократів, який проголосив принцип «Діяти і дозволяти діяти» (faire et laisser faire) був Етьєн Бонно де Кондільяк, а його роботу «Торгівля та уряд, розглянуті у їх взаємному співвідношенні, або Про вигоди вільної торгівлі» (1776) вважають першим маніфіестом вільної торгівлі. Своїми ідеями свободи торгівлі, суб'єктивної теорії цінності Конділяк вплинув на класичну ліберальну економіку й на ідеї Австрійської економічної школи.

## Критика
Економісти класичної школи не розкривали процес досягнення економікою рівноважного стану, досліджувався сам стан рівноваги. Саме тоді ж, згідно з павутиноподібною моделлю (яка показує як ринок приходить до стану рівноваги з нерівноважного положення шляхом послідовних ітерацій, змінюючи ціну і кількість) існують такі нерівноважні стани ринку, які не приводять зрештою до рівноваги.[джерело?]
З іншого боку принцип невтручання критикують за деяку асоціальність. У випадках коли в результаті об'єктивних економічних причин різко знижується величина заробітної плати економіка поступово прийде в нову рівновагу, але в ній опиниться менше населення, що пропонує свої руки на ринку праці.[джерело?]
Одним із прикладів негативного впливу принципу невтручання є політика британського уряду під час Великого голоду в Ірландії у 1845-52 рр. Тодішній прем'єр-міністр Роберт Піл, остерігаючись, що урядова гуманітарна допомога може негативно вплинути на ринок, обмежив втручання влади скасуванням мита на імпорт пшеничного зерна та зниженням цін на завезену зі США кукурудзу. Це мало допомогло населенню, що масово гинуло від голоду.

## Розвиток ідеї
Перша і друга теореми добробуту разом відповідають на найсправедливішу критику в адресу класичної економічної школи і, відповідно, принципу невтручання, тобто таким чином був показаний механізм і умови досягнення ефективності за допомогою конкуренції на ринку.
Згодом неокласична наукова школа відштовхнулася від класичного розуміння невтручання і зосередилася на вивченні явища «фіаско ринку», тобто сучасна наука вивчає економічні ситуації в яких принцип невтручання не можна застосовувати, але у свою чергу цей принцип сам по собі вважається дуже добре вивченим. Крім того неокласична школа вважає принцип невтручання ідеальною уявною конструкцією, яка не зустрічається в реальному світі, але яка є базисом, на якому будується мікроекономічна теорія.

## Моделі

### Капіталізм
Тісно пов’язаною назвою капіталізму laissez-faire є капіталізм сировини, чистий або нестримний капіталізм, який відноситься до капіталізму, вільного від будь-яких регуляцій , з низьким або мінімальним  урядом і діючим майже повністю на основі прибутку . Він має схожу економічну концепцію з анархо-капіталізмом.
Прихильники капіталізму laissez-faire стверджують, що він спирається на конституційно обмежений уряд, який безумовно забороняє застосування сили та примусу, включаючи шахрайство. Таким чином, такі економісти вільного ринку, як Мілтон Фрідман і Томас Соуелл, стверджують, що за такої системи відносини між компаніями та працівниками є суто добровільними, а працівники, які погано поводилися, шукатимуть кращого ставлення деінде. Таким чином, більшість компаній будуть конкурувати за працівників на основі оплати праці, пільг і балансу між роботою та особистим життям так само, як вони конкурують одна з одною на ринку на основі відносної вартості та якості своїх товарів.  [ необхідне неосновне джерело ]  [ необхідне неосновне джерело ]
Так званий «сирий» або «гіперкапіталізм» є основним мотивом кіберпанку в антиутопічних творах , таких як Syndicate . 

### Соціалізм
Хоча laissez-faire зазвичай асоціюється з капіталізмом , існує подібна економічна теорія та система laissez-faire, пов’язана з соціалізмом , яка називається лівим laissez-faire  або анархізм вільного ринку , також відомий як вільний ринковий антикапіталізм і вільний ринковий соціалізм, щоб відрізнити його від капіталізму laissez-faire .  Першим прикладом цього є мутуалізм , розроблений П’єром-Жозефом Прудоном у 18 столітті, з якого виник індивідуалістичний анархізм . Бенджамін Такер є одним із видатних американських анархістів-індивідуалістів , який прийняв систему laissez-faire , яку він назвав анархістським соціалізмом на противагу державному соціалізму .  Ця традиція нещодавно була пов’язана з такими сучасними вченими, як Кевін Карсон ,  Родерік Т. Лонг,  Чарльз У. Джонсон,  Бред Спенглер,  Шелдон Річман,  Кріс Метью Скіабарра  та Гері Шартьє  , які наголошують на цінності радикально вільних ринків, назвали звільнені ринки , щоб відрізнити їх від загальної концепції, яка, на думку цих лівих лібертаріанців , пронизана капіталістичними та державницькими привілеями.  Прихильники цього підходу, яких називають лівими ринковими анархістами  або ринково-орієнтованими ліволібертаріанцями,  рішуче стверджують класичні ліберальні ідеї самовласності та вільного ринкупідтримуючи те, що, доведені до логічного висновку, ці ідеї підтримують антикапіталістичні , антикорпоративні , антиієрархічні та проробітницькі позиції в економіці; антиімперіалізм у зовнішній політиці; і цілком радикальні погляди щодо таких культурних питань, як стать, сексуальність і раса.  Критики laissez-faire у загальному розумінні стверджують, що справжня система laissez-faire була б антикапіталістичною та соціалістичною. 
Кевін Карсон описує свою політику як «зовнішню межу як лібертаріанства вільного ринку, так і соціалізму »  , а також дуже критично ставився до інтелектуальної власності.  Джерелами натхнення для свого підходу до політики та економіки Карсон назвав роботи Бенджаміна Такера, Томаса Ходжскіна , Ральфа Борсоді , Пола Гудмана , Льюїса Мамфорда , Елінор Остром , Пітера Кропоткіна та Івана Ілліча .  На додаток до чотирьох великих монополій анархіста-індивідуаліста Бенджаміна Такера (земля, гроші, тарифи та патенти), він стверджує, що держава також передала багатство заможним шляхом субсидування організаційної централізації у формі субсидій на транспорт і зв’язок. Карсон вважає, що Такер пропустив цю проблему через увагу Такера до окремих ринкових транзакцій, тоді як він також зосереджується на організаційних питаннях. Таким чином, основним фокусом його останніх робіт було децентралізоване виробництво та неформальна економіка та економіка домашніх господарств.  Теоретичні розділи « Досліджень мутуалістичної політичної економії» Карсона також представлені як спроба інтегрувати маржиналістську критику в трудову теорію вартості . 
У відповідь на заяви про те, що він неправильно вживає термін капіталізм, Карсон каже, що він навмисно вирішив відродити те, що, як він стверджує, є старим визначенням терміна, щоб «підкреслити точку зору». Він стверджує, що «термін «капіталізм», як він спочатку використовувався, стосувався не вільного ринку, а типу державницької класової системи, в якій капіталісти контролювали державу, а держава втручалася в ринок від їхнього імені».  Карсон стверджує, що «капіталізм, який виник як нове класове суспільство безпосередньо зі старого класового суспільства Середньовіччя , був заснований на акті пограбування, такого ж масового, як ранішнє феодальне завоювання землі. Він підтримувався до постійного втручання держави для захисту своєї системи привілеїв, без якої неможливо уявити її виживання».  Карсон стверджує, що в справді laissez-faire системі здатність отримувати прибуток із праці та капіталу була б незначною.  Карсон ввів принизливий термін вульгарний лібертаріанство, фразу, яка описує використання риторики вільного ринку на захист корпоративного капіталізму та економічної нерівності . За словами Карсона, цей термін походить від фрази «вульгарна політична економія», яку Карл Маркс описав як економічний порядок, який «навмисно стає все більш вибачливим і робить наполегливі спроби відмовитися від існування ідей, які містять суперечності [існуючі в економічному житті]». . 
Ґері Чартьє пропонує розуміння прав власності як умовних, але жорстко обмежених соціальних стратегій, що відображає важливість численних, збігаючихся обґрунтувань для окремого володіння та принципів природного права практичної розумності, захищаючи надійний, але не абсолютний захист цих прав у такий спосіб. подібний до того, який використовував Девід Юм .  Цей погляд відрізняється як від поглядів Локка , так і від неолокківців, які виводять права власності з ідеї самоволодіння, а також від консеквенціалістських поглядів, які можуть дозволити широко поширене спеціальне втручання у власність груп та окремих осіб.  Шартьє використовує цей вислів, щоб обґрунтувати чітке формулювання основи природного права для точки зору, що солідарний перерозподіл багатства окремими особами часто є морально необхідним, але як відповідь окремих осіб і низових мереж на певні обставини, а не як державна спроба досягти певної схеми розподілу.  Він висуває докладні аргументи на користь демократії на робочому місці , яка ґрунтується на таких принципах природного права, як субсидіарність ,  захищаючи її як морально бажану та ймовірний результат усунення несправедливості, а не як щось, що має бути встановлено державою. 
Шартьє обговорював підходи природного права до земельної реформи та окупації фабрик робітниками.  Він заперечує на підставах природного права проти захисту інтелектуальної власності, спираючись на свою теорію прав власності в більш загальному плані  та розвиває загальне природно-правове пояснення бойкотів .  Він стверджував, що прихильники справді звільнених ринків повинні явно відкидати капіталізм і ототожнювати себе з глобальним антикапіталістичним рухом, наголошуючи, що зловживання, які висвітлює антикапіталістичний рух, є результатом толерованого державою насильства та забезпечених державою привілеїв, а не від добровільне співробітництво та обмін. За словами Шартьє, «[прихильникам вільного ринку] має сенс називати те, що вони протистоять, «капіталізмом». Це привертає увагу до радикальних коренів руху за свободу, підкреслює цінність розуміння суспільства як альтернативи державі, підкреслює той факт, що прихильники свободи заперечують як неагресивні, так і агресивні обмеження свободи, гарантує, що прихильники свободи не не плутайте з людьми, які використовують ринкову риторику для підтримки несправедливого статус-кво та висловлюють солідарність між захисниками свободи ринки та працівники, а також звичайні люди в усьому світі, які використовують «капіталізм» як скорочений ярлик для світової системи, яка обмежує їхню свободу та гальмує їхні життя». 

## Принцип невтручання в Україні
В Україні відповідні ідеї стають все більш популярними. Все більше партій включають елементи принципу невтручання в свої програми, зокрема: Слуга народу (до листопада 2019), Європейська Солідарність, Голос, Демократична Сокира, 5.10 та деякі інші.